# Tsani Gintjevo
Tsani Gintjevo (bulgariska: Цани Гинчево) är ett distrikt i Bulgarien.   Det ligger i kommunen Obsjtina Nikola-Kozlevo och regionen Sjumen, i den nordöstra delen av landet, 300 km öster om huvudstaden Sofia.
Trakten runt Tsani Gintjevo består till största delen av jordbruksmark. Runt Tsani Gintjevo är det ganska glesbefolkat, med 29 invånare per kvadratkilometer.